# Comodica lucinda
Comodica lucinda är en fjärilsart som beskrevs av Edward Meyrick 1927. Comodica lucinda ingår i släktet Comodica och familjen äkta malar.
Artens utbredningsområde är Samoa. Inga underarter finns listade i Catalogue of Life.